# Famel
Die FAMEL – Fabrica de Produtos Metalicos Lda war ein portugiesisches Unternehmen der Fahrzeugproduktion in Águeda und war von den 1960er bis in die 1980er Jahre einer der größten portugiesischen Mopedhersteller.
2014 wurde die Marke FAMEL von Nachwuchsunternehmer Joel Sousa erworben, der 2017 einen ersten Entwurf eines neuen Modells vorstellte und 2024 die Herstellung nunmehr elektrischer Versionen der klassischen Modelle ankündigte. Hintergrund ist der hohe Retro-Markenwert, bedingt durch den emotionalen Bezug vieler heute Erwachsener zu ihrem ersten Moped als Jugendliche.

## Unternehmensgeschichte

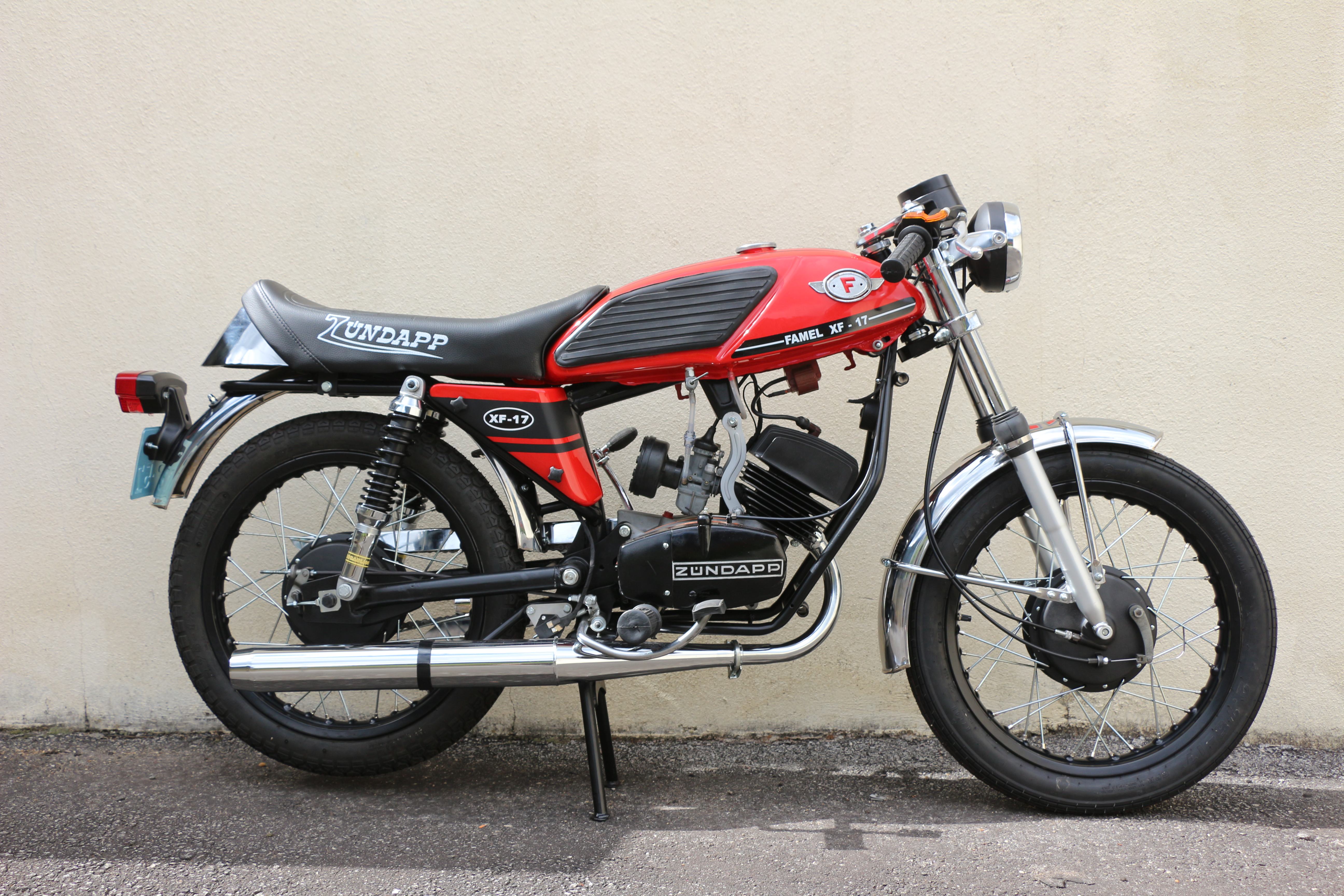
Famel XF 17, 1987

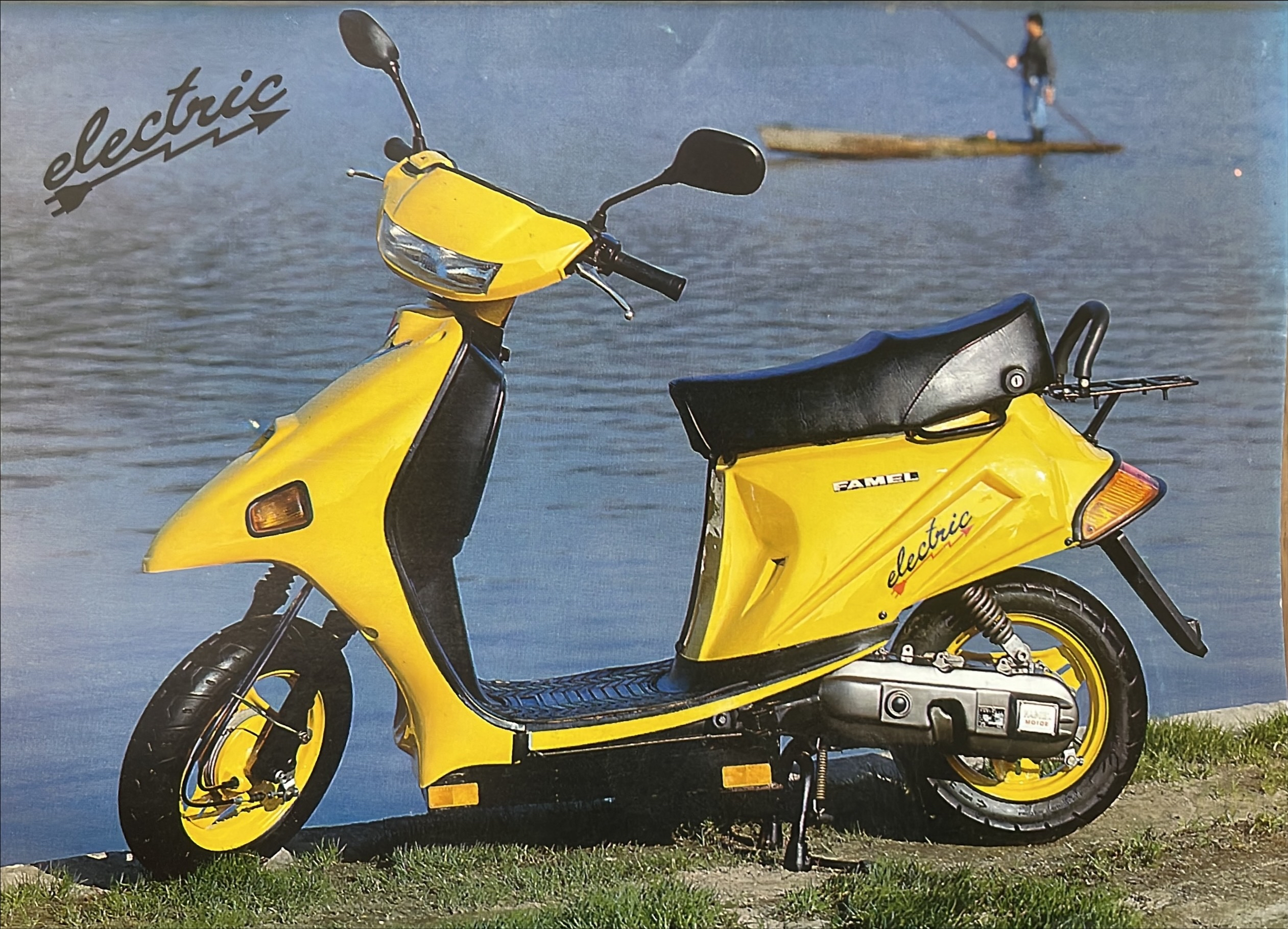
FAMEL Electron

Das in Águeda ansässige Unternehmen wurde in der zweiten Hälfte der 1940er Jahre von drei Partnern mit dem Ziel gegründet, Moped- und Fahrradfelgen herzustellen. Im Jahr 1952 beschloss das Unternehmen, seine Aktivitäten auf die Herstellung von Mopeds auszuweiten. Bis zu seiner Schließung im Jahr 1994 wurden über 30 Modelle mit Motoren verschiedener Dritthersteller produziert, darunter Pachancho, Alpino, Rex, Veloce, Mota, Jlo, DKW und vor allem Zündapp.
Ihr erstes Modell, die Utilitária, mit einem 2-Gang-Pachancho-Motor, stammt aus dem Jahr 1952, das letzte Modell, die Famel Electric (ein Elektroroller), aus dem Jahr 1994. Ihr erster großer Markterfolg war die Foguete, ein 1957 auf den Markt gebrachtes Moped mit JLO-Dreigangmotor. Famels beliebtestes Modell war die XF-17, die 1975 auf den Markt kam und bis 1994 verkauft wurde.
Nachdem Famel 1994 die Produktion aufgrund finanzieller Probleme eingestellt hatte, wurde das Unternehmen 2002 für insolvent erklärt.

## Neugründung

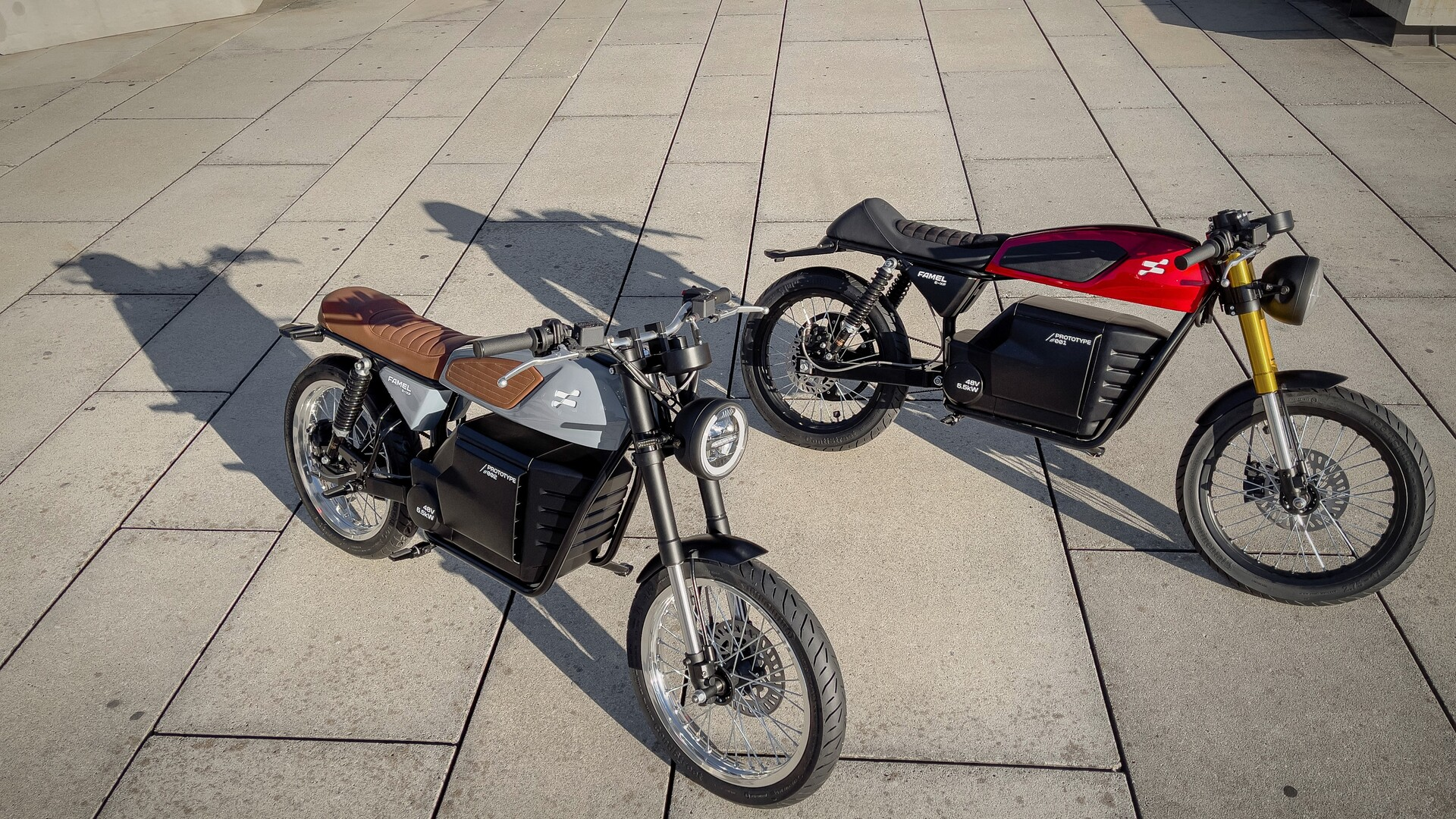
Das neue Modell E-XF, links die Version Café Racer, rechts die Clássica.

2014 wurde die Wiederbelebung der Marke durch neue Besitzer bekannt. Seit 2022 werden unter dem Namen FAMEL wieder Mopeds entwickelt, allerdings nur elektrische Modelle, die sich jedoch auf klassische Modelle beziehen. Das Unternehmen, das heute die Marke FAMEL besitzt und betreibt, ist die FAMELECTRON – Fábrica da Mobilidade Elétrica Lda. aus Lugar da Gandra, einem Ortsteil von Barco (Guimarães). Mit einer Investorenrunde 2024 wurde die nötige Anschubfinanzierung von 2,5 Mio. Euro für die Produktion des ersten Modells gesichert, und das neue Modell E-XF wurde vorgestellt, eine elektrische Version des klassischen FAMEL-Models XF-17. 
Für das Jahr 2025 kündigte das Unternehmen die Produktion von zwei Versionen des neuen Modells E-XF an, die einsitzige Café Race und die zweisitzige Clássica, jeweils in Ausführungen mit 50 und mit 125 cm³. Bis 2029 plant das Unternehmen eine jährliche Produktion von 2000 Stück, mit Blick auf den portugiesischen Markt und den Markt der Auslandsportugiesen, von wo bereits Interesse bekundet wurde. Zu dem Zweck soll mittelfristig eine Produktionslinie in einer Fahrradfabrik in Anadia aufgebaut werden.